# Everson Pereira da Silva
Everson Pereira da Silva (* 10. November 1975 in Campo Grande), genannt Everson, ist ein ehemaliger brasilianischer Fußballspieler.

## Karriere
In seiner Jugend spielte Everson bei Portuguesa São Paulo und, auch noch zwei Jahre bei den Senioren, für Paraná Clube in Brasilien. 1997 kam er nach Europa, zunächst zu Servette FC Genève, und wechselte im gleichen Jahr nach Belgien zu RWD Molenbeek, wo er bis Oktober 1999 spielte. Anschließend unterschrieb er einen Vertrag bei Eintracht Braunschweig, wo er bis 2000 aktiv war, ehe er zu Arminia Bielefeld wechselte. Für die Arminia absolvierte Everson zehn Zweitligaspiele. Ein Jahr später ging er zum VfL Osnabrück und spielte dort für eine Saison in der Regionalliga Nord, wobei er in 22 Spielen vier Tore erzielte. Im Anschluss spielte er von 2002 bis 2004 beim OGC Nizza in Frankreich; dort absolvierte Everson unter Trainer Gernot Rohr 61 Spiele in der Ligue 1 und schoss elf Tore. Der Linksfuß war in dieser Zeit vor allem wegen seiner äußerst präzisen Freistöße gefürchtet. Anschließend nahm er ein gut dotiertes Angebot von Benfica Lissabon an. In Portugal begann sein durch zahlreiche schwere Verletzungen gezeichneter Leidensweg. So kam er dort lediglich zu zwei Einsätzen im UEFA-Pokal und einer Handvoll Punktspielen.
Benfica gab ihn deshalb Anfang 2006 an die Young Boys Bern aus der Schweiz ab; auch dort erlitt er eine schwere Verletzung, als ihm beim Pokalendspiel gegen den FC Sion das Kreuzband riss. Im Juli 2007 wechselte Everson zu Neuchâtel Xamax und blieb dort bis 2008. Insgesamt spielte er in der höchsten Schweizer Liga 35-mal und schoss dabei sechs Tore. Danach spielte er eine halbe Saison bei Étoile Sportive du Sahel in Tunesien. 2009 unterschrieb er einen Zwei-Jahres-Vertrag bei der TuS Koblenz; aufgrund von dessen Abstieg aus der zweiten Bundesliga (2010) endete Eversons dortige Verpflichtung jedoch vorzeitig. Deshalb kehrte er nach Frankreich zurück und spielt in der Saison 2010/11 beim Drittligisten FC Gueugnon. Nach einem Jahr beendete er dort seine aktive Karriere.